# Kalne (hromada Zborów)
Kalne (ukr. Кальне) – wieś na Ukrainie w rejonie tarnopolskim należącym do obwodu tarnopolskiego.
Do 2020 w rejonie zborowskim.